# Nikołaj Gerard
Nikołaj Nikołajewicz Gerard (ros. Николай Николаевич Герард; ur. 21 sierpnia 1838 w Demiankach, zm. 1929 w Terijoki) – działacz państwowy i sądowy, senator, rzeczywisty tajny radca, członek Rady Państwa, szlachcic.

## Rodzina
Pochodził ze szlacheckiej rodziny pochodzenia niemieckiego (miasto Jena) osiadłej w Rosji. Był synem Mikołaja Iwanowicza (1808-1839) i Elena z d. Piramidonowej (†1878). Rodzina była właścicielami majątku Demianki, gdzie do dziś zachowały się ruiny pałacu. Miał dwoje braci Władimira Nikołajewicza Gierarda oraz Iwana (1838-1921).  Jego żoną była Rosjanka Zinaida Afanaśjewa (Зинаида Афанасьева).

## Kariera w Rosji
Ukończył studia na Wydziale Praw Uniwersytetu Petersburskiego w 1861. W 1865 został wybrany sędzią pokoju w Petersburgu. Działał na rzecz reform sądownictwa. W 1868 wybrany na przewodniczącego związku sędziów w Petersburgu, następnie pełnił funkcję ober-prokuratora czwartego departamentu Senatu. Od 1875 r. jest przewodniczącym Izby Sądowej w Warszawie, a od 1876 r. jednocześnie senatorem. Uchodził za nieskorumpowanego porządnego człowieka. W Warszawie przebywał do 1882 roku.
W latach 1884-86  jest przewodniczącym Departamentu Instytucji cesarzowej Marii. Departament ten zarządzał organizacjami dobroczynnymi i pomocą charytatywną w Imperium Rosyjskim. Od 1898 r. członek Rady Państwa, w latach 1902-1905 przewodniczący departamentu spraw obywatelskich i religijnych (kwestie prawne i duchowne, zarządzanie wewnętrzne: postępowania sądowe, interpretacja i stosowania w orzecznictwie poszczególnych artykułów prawa cywilnego i karnego, nadawanie tytułów szlacheckich, książęcych, hrabiowskich i magnackich tytuły; sprawy dziedziczenia gruntów i innych sporów majątkowych, przewłaszczenie nieruchomości na potrzeby państwa lub przeniesienia własności państwowej do prywatnych rąk, ustanowienia nowych diecezji i parafii prawosławnych i innych wyznań. Również sprawy, które wywołały kontrowersje w Senacie i między Senatem i ministerstwami.

## Generał-gubernatorWielkiego Księstwa Finlandii
W latach 1905-1908 pełnił funkcję generała-gubernatora Finlandii. Był liberalny pod względem poglądów politycznych, dążył do przestrzegania porządku prawnego opartego na prawie konstytucyjnym Finlandii. Doprowadził do tego, że za zgodą Mikołaja II ustanowiono jednoizbowy parlament, którego członkowie wybierani byli w głosowaniu powszechnym, równym i tajnym. Odwołał wszystkie zarządzenia poprzednich gubernatorów nie zatwierdzone przez parlament. Wydał ustawę o wolności słowa, zebrań i stowarzyszeń. Za jego kadencji kobiety uzyskały czynne i bierne prawa wyborcze – Finlandia była pierwszym krajem w  Europie i trzecim na świecie (po Wyoming w Stanach Zjednoczonych i Nowej Zelandii, w którym kobiety uzyskały te prawa.

## Po zakończeniu kariery
Po dojściu do władzy w Rosji reakcji pod wodzą Piotra Stołypina został w roku 1908 odwołany ze stanowiska. Po powrocie do Rosji pozostał całkowicie na uboczu życia publicznego, przebywał głównie w posiadłości rodowej Gerardów we wsi Demianki koło Homla. W wyniku rewolucji po roku 1920 utracił cały majątek. Rząd Finlandii, doceniając jego zasługi, zorganizował potajemne przewiezienie M. M. Gerarda wraz z rodziną do Finlandii i ofiarował mu pobyt w sanatorium w Terijoki, gdzie spędził ostatnie lata życia. Odznaczony najwyższymi rosyjskimi odznaczeniami: Orderem św. Anny I klasy, Orderem św. Włodzimierza II klasy, Orderem Orła Białego oraz Orderem św. Aleksandra Newskiego z brylantami.